# ザ・スーパー・スーパー・ブルース・バンド
『ザ・スーパー・スーパー・ブルース・バンド』（The Super Super Blues Band）は、アメリカ合衆国のブルース・ミュージシャン、ハウリン・ウルフ、マディ・ウォーターズ、ボ・ディドリーが連名で1967年に録音・1968年に発表したスタジオ・アルバム。

## 解説
ウォーターズ、ディドリー、リトル・ウォルターが連名で発表したアルバム『スーパー・ブルース』（1967年）の続編に当たり、本作ではウォルターに代わってウルフが参加した。Ken Changはオールミュージックにおいて5点満点中2点を付け「キーキーした女声コーラス対ウルフの唸り声、ディドリーの宇宙的なギターによる悪ふざけ対ウォーターズの妥協なきスライドギターといった、素材同士の衝突があまりに多く、こなれた内容になっていない」と評している。

## 収録曲
1. ロング・ディスタンス・コール - "Long Distance Call" (McKinley Morganfield) - 9:18
2. ウー、ベイビー/レッキング・マイ・ラヴ・ライフ - "Medley: Ooh Baby & Wrecking My Love Life" (Ellas McDaniel / Clifton James, Kay McDaniel) - 6:35
3. スウィート・リトル・エンジェル - "Sweet Little Angel" (Robert McCollum) - 6:40
4. スプーンフル - "Spoonful" (Willie Dixon) - 4:16
5. ディドリー・ダディ - "Diddley Daddy" (E. McDaniel, Harvey Fuqua) - 5:15
6. ザ・レッド・ルースター - "The Red Rooster" (W. Dixon) - 7:29
7. ゴーイン・ダウン・スロウ - "Goin' Down Slow" (James B. Oden) - 4:52

### 日本盤再発CD (MVCM-22098 / UICY-76575)ボーナス・トラック
いずれも1967年のアルバム『スーパー・ブルース』（ウォーターズ、ディドリー、リトル・ウォルターの連名）からの曲で、ハウリン・ウルフとヒューバート・サムリンは参加していない。
1. ロング・ディスタンス・コール - "Long Distance Call" (M. Morganfield) - 5:07
2. フー・ドゥ・ユー・ラヴ? - "Who Do You Love?" (E. McDaniel) - 4:14
3. アイム・ア・マン - "I'm A Man" (E. McDaniel) - 5:41
4. アイ・ジャスト・ウォント・トゥ・メイク・ラヴ・トゥ・ユー - "I Just Want to Make Love to You" (W. Dixon) - 6:10
5. ユー・ドント・ラヴ・ミー - "You Don't Love Me" (E. McDaniel) - 4:10

## 参加ミュージシャン
- ハウリン・ウルフ - ボーカル、ハーモニカ、アコースティック・ギター
- マディ・ウォーターズ - ボーカル、ギター
- ボ・ディドリー - ボーカル、ギター
- ヒューバート・サムリン - ギター(on #1, #4, #6)[1]
- オーティス・スパン - ピアノ
- バディ・ガイ - ベース
- フランク・カークランド - ドラムス
- クーキー・ヴィー - バッキング・ボーカル、タンバリン(on #1, #2, #3, #5, #7)[1]